# El mexicà
El mexicà (títol original en anglès Once Upon a Time in Mexico) és una pel·lícula d'acció del 2003 escrita, editada i dirigida per Robert Rodriguez. Interpretada per Antonio Banderas com a El Mariatxi, presenta a més Johnny Depp, Salma Hayek, Willem Dafoe, Enrique Iglesias, Mickey Rourke, Eva Mendes i Rubén Blades.

## Argument
El Mariatxi (Antonio Banderas) és reclutat per l'agent de la CIA Sheldon Sands (Johnny Depp) per assassinar el General Márquez. Márquez havia matat l'esposa i filla del Mariatxi i havia estat contractat per Armando Barillo, un narcotraficant, per assassinar el president mexicà. Sands a més recluta el retirat agent de l'FBI Jorge Ramírez per matar Barillo, ja que aquest fou el responsable de la mort del company de Ramírez, l'agent Archuleta. Sands a més recluta l'agent de l'AFN Ajedrez perquè estigui darrere de Barillo.
Desafortunadament el dia en què s'anava a donar el cop contra el president Sands és capturat i els seus raptors el deixen cec. Amb ajuda d'un nen venedor de xiclets, tanmateix, aconsegueix complir la seva venjança. Mentrestant, el Mariatxi recluta els seus dos amics Lorenzo i Fideo perquè l'ajudin a rescatar el president. Així, el Mariatxi assassina Márquez disparant-li als genolls i després un tret al cap, venjant així la seva esposa i filla, i ajuda Ramírez matant Barillo -qui cau d'un balcó quan el Mariatxi el dispara amb un rifle.
La pel·lícula acaba amb el Mariatxi caminant pel desert amb la banda presidencial posada.

## Repartiment
- Antonio Banderas: El Mariachi
- Salma Hayek: Carolina
- Johnny Depp: Sands
- Mickey Rourke: Billy
- Eva Mendes: Ajedrez
- Danny Trejo: Cucuy
- Enrique Iglesias: Lorenzo
- Marco Leonardi: Fideo
- Cheech Marin: Belini
- Rubén Blades: Jorge FBI
- Willem Dafoe: Barillo
- Gerardo Vigil: Marquez
- Pedro Armendariz: El President
- Julio Oscar Mechoso: Consultor
- Tito Larriva: Taxista
- Miguel Couturier: Dr. Guevera
- Tony Valdes: Noi del xiclet
- José Luis Avendaño: Alvaro
- Rodolfo d'Alejandre: Omar
- Natalia Torres: Noia dels Mariachi
- Steven Constancio: Right Hand
- Troy Robinson: Romero
- Ermahn Ospina: Qui-Que
- Luz María Rojas: Pistolera
- Mario Simon: Cook
- Bernard Hacker: Blascoe
- Cecilia Tijerina: Cambrera
- Carola Vázquez: Administrador de l'Hospital
- René Gatica: Cap Federal
- Silvia Santoyo: Bachelorette
- Juan Pablo Llaguno: Bull Teacher
- Ignacio Torres: Teacher
- Rogelio Gonzalez Grau: Manny
- Jorge Becerril: Taco
- Victor Carpinteiro: Left Nut
- Dagoberto Gama: Que Pasa